# Luis Rijo
Luis Alberto Rijo (ur. 28 września 1927 – zm. 8 maja 2001) – piłkarz urugwajski, napastnik.
Jako gracz klubu Central Montevideo był w kadrze reprezentacji Urugwaju na mistrzostwach świata w 1950 roku. Urugwaj zdobył wtedy mistrzostwo świata, jednak Rijo nie zagrał w żadnym z meczów.
Nigdy w swojej karierze nie zagrał w turnieju Copa América.